# Elf (álbum)
Elf es el álbum debut de la banda Elf, liderada por Ronnie James Dio, que fue publicado en agosto de 1972. En este primer álbum de la banda Dio utiliza su nombre real, Ronald Padavona, algo que había hecho únicamente en los créditos de algunos sencillos anteriores pero que no repitió en ningún álbum. En una entrevista de 1994 explicó que su intención era homenajear a sus padres, para que pudieran ver su nombre de familia figurar en al menos un álbum.
Este fue el único trabajo en el que participó el guitarrista David Feinstein (primo de Dio), que fue sustituido por Steve Edwards. Después de este álbum Dio pasó a dedicarse exclusivamente a la voz, pues Craig Gruber pasó a ser el bajista del grupo. Esta nueva configuración, salvo Edwards, se convertiría junto a Ritchie Blackmore en la primera formación de Rainbow.
Elf fue el primer álbum producido por Roger Glover, bajista de Deep Purple.

## Lista de canciones
- Autor Gary Driscoll, Mickey Lee Soule, David Feinstein & Ronald Padavona.

Lado A
| N.º | Título                    | Duración |  |
| 1.  | «Hoochie Koochie Lady»    | 5:32     |  |
| 2.  | «First Avenue»            | 4:23     |  |
| 3.  | «Never More»              | 3:50     |  |
| 4.  | «I'm Coming Back for You» | 3:27     |  |

Lado B
| N.º   | Título                                        | Duración |  |
| 5.    | «Sit Down Honey (Everything Will Be Alright)» | 3:48     |  |
| 6.    | «Dixie Lee Junction»                          | 5:09     |  |
| 7.    | «Love Me Like a Woman»                        | 3:47     |  |
| 8.    | «Gambler, Gambler»                            | 4:26     |  |
| 33:02 |                                               |          |  |

## Formación
- Ronald Padavona (Ronnie James Dio): voz, bajo
- David Feinstein: guitarra
- Mickey Lee Soule: piano
- Gary Driscoll: batería